# Мелетин, Алексей Никитич
Мелетин Алексей Никитич (1787— после 1849) — корабельный мастер, разработал проект эллинга для постройки в Николаевском адмиралтействе 100-пушечных кораблей, инженер-полковник Корпуса корабельных инженеров.

## Биография
Родился в 1787 году. В 1811 году, после окончания Училища корабельной архитектуры в Санкт-Петербурге, произведён в драфцманы и направлен для дальнейшей службы в Николаевский порт. Являлся наблюдающим за постройкой фрегатов и мелких судов.
В 1821 году разработал проект эллинга для постройки в Николаевском адмиралтействе 100-пушечных кораблей.
В 1826 году помощник корабельного мастера А. Н. Мелетин преподавал английский язык в штурманской роте кандидатам, которые по решению командующего Черноморским флотом адмирала А. С. Грейга, были отобраны для отправки за рубеж на стажировку для обучения кораблестроению. Среди учеников были Василий Апостоли, Алексей Акимов и Степан Чернявский, которые впоследствии стали известными русскими кораблестроителями.
В 1833 году корабельный мастер Мелетин был произведён в полковники. С 1835 года стал членом Учётного и кораблестроительного комитета Черноморского адмиралтейского департамента, с 1837 года — постоянным членом того же департамента в Севастополе.
В 1848 году полковник Мелетин вошёл в состав специальной комиссии под председательством контр-адмиралы Корнилова. Вместе с членами комиссии корабельными инженерами подполковниками И. С. Дмитриевым, Акимовым, Чернявским и капитаном М. М. Окуневым Милетин выработал правила и инструкции, регламентировавшие технологический процесс при постройке судов на верфях портов Чёрного моря и предусматривавшие специальную просушку всех лесоматериалов, предназначаемых для постройки судов.
Умер инженер-подполковник Корпуса корабельных инженеров А. Н. Мелетин после 1849 года.